# Hugo Miguel González
Hugo Miguel González (nacido en Santa Lucía el 19 de julio de 1978) es un exfutbolista argentino. Jugaba como mediocampista y su primer club fue Rosario Central. Actualmente se desempeña como DT de la Primera División de Huracán de Casilda club en la Liga Casildense.

## Carrera
Formado en las inferiores de Rosario Central, se desempeñó como mediocampista central, de juego fuerte y recio. Su oportunidad de debutar en Primera se dio en el Clausura 1998, ante Racing Club, con triunfo canalla 2-0, el 4 de abril de ese año. Su trayectoria en la Academia se prolongó hasta 2001, y pudo jugar diversas copas internacionales: Libertadores, Conmebol y Mercosur. Su estadística en el club rosarino marca que jugó 57 partidos y convirtió 1 gol; fue ante Huracán Buceo de Uruguay, por la Copa Conmebol 1998 (el 5 de agosto, victoria 3-2 como visitante). Fue subcampeón de dicho torneo, así también del Apertura 1999, mientras que fue semifinalista de la Copa Libertadores 2001. Disputó la titularidad del puesto de centrocampista con Cristian Daniele, Daniel Quinteros y Diego Erroz, cada uno a su tiempo.
En la temporada 2001-02 jugó para Monagas Sport Club de Venezuela. Retornó a Argentina para jugar en Bancruz de Río Gallegos, en el Torneo Argentino B y luego en Gimnasia de Concepción del Uruguay en el Torneo Argentino A. En 2005 arrancó una larga carrera en las ligas regionales de la provincia de Santa Fe, en especial la Liga Casildense, intercalando un paso por Guaraní Antonio Franco, en el torneo Argentino A. Fue campeón de la Casildense en 2007 con Huracán de Chabás y en 2010 con Aprendices Casildenses. En 2014 se retiró jugando para Argentino de Firmat.

## Clubes
| Club                                        | País      | Año       |
| ------------------------------------------- | --------- | --------- |
| Rosario Central                             | Argentina | 1998-2001 |
| Monagas Sport Club                          | Venezuela | 2001-2002 |
| Bancruz (Río Gallegos)                      | Argentina | 2004      |
| Gimnasia y Esgrima (Concepción del Uruguay) | Argentina | 2005      |
| Argentino (Fuentes)                         | Argentina | 2005      |
| Belgrano (Arequito)                         | Argentina | 2006      |
| Huracán (Chabás)                            | Argentina | 2007-2008 |
| Guaraní Antonio Franco                      | Argentina | 2009      |
| Aprendices Casildenses                      | Argentina | 2010      |
| Atlético Pujato                             | Argentina | 2011-2012 |
| Casilda Club                                | Argentina | 2013      |
| Argentino (Firmat)                          | Argentina | 2014      |

## Palmarés
| Equipo                 | Liga       | País      | Título           | Año  |
| ---------------------- | ---------- | --------- | ---------------- | ---- |
| Huracán (Chabás)       | Casildense | Argentina | Primera división | 2007 |
| Aprendices Casildenses | Casildense | Argentina | Primera división | 2010 |